# La Bazoque (Orne)
La Bazoque é uma comuna francesa na região administrativa da Normandia, no departamento de Orne. Estende-se por uma área de 2,59 km². Em 2010 a comuna tinha 271 habitantes (densidade: 104,6 hab./km²).